# Sven Olofsson
Sven Olofsson född cirka 1660, död efter 1740, var en svenska bonderiksdagsman. Frälsebonde i Ryckelsby, Ekeby socken nuvarande Boxholms kommun, skrev under 1720 års riksdagsbeslut. var bonderiksdagsman 1713-1714 för Göstrings härad, 1710 för Dal, Lysing, Aska och Göstrings härader, 1726-1727 för Aska och Göstrings härad.

## Biografi
Sven var nämndeman i Göstrings härad. Sven tar över bruket någon gång mellan 1682 och 1687 efter änkan Kerstin. Sven har en bror som heter Johan enligt 1687 års mantalslängd.
- 29 oktober 1726 står det i bondeståndets protokoll att Sven Olofsson avlagt tystnadsed medan han varit sjuk.
- 5 juni 1727 begärde sex bonderiksdagsmän att få resa hem och Sven Olofsson var fullmäktig för tre av dem: Daniel Månsson i Skiestad, Per Jonsson i Rävskinnshult och Nils Nilsson i Orremåla. Den 15 juni reste även Nils Persson i Tift hem och Sven var även fullmäktig för honom och det två Nils var fullmäktig för, nämligen: Nils Halvardsson i Karlekuta och Johan Olofsson i Lottstad, vilka åkte hem 5 juni.

### Familj
Sven var gift med en hustru som dog senast 1740. Barn:
- Karin Svensdotter, född 1686, död 1762, gift med Johan Olofsson (ca. 1681-1762) som var bonde i Ryckelsby.
- Erik Svensson, född 1700, död 1756.
- Olof Svensson.